# Passi e valichi della Svizzera
Questa è una lista di passi di montagna in Svizzera. Generalmente si trovano nelle catene del Giura o nelle Alpi svizzere.

## Passi stradali
| Nome               | Cantone-i/ Stato             | Da - A                                           | Costruito/ Aperto | Altitudine (m) | Pendenza massima | Tipo                        |
| ------------------ | ---------------------------- | ------------------------------------------------ | ----------------- | -------------- | ---------------- | --------------------------- |
| Ächerli            | Obvaldo/Nidvaldo             | Kerns - Dallenwil                                |                   | 1458           | 16%              | strada                      |
| Aiguillon          | Vaud                         | Baulmes - L'Auberson                             |                   | 1293           | 18%              | strada                      |
| Les Agittes        | Vaud                         | Yvorne - La Lécherette                           |                   | 1569           |                  | strada                      |
| Albis              | Zurigo                       | Langnau am Albis - Riedmatt                      | 1835 - 1839       | 791            | 8%               | strada                      |
| Albula             | Grigioni                     | Filisur - La Punt                                | 1855 - 1865       | 2312           | 12%              | strada                      |
| Alpe di Neggia     | Ticino                       | Vira Gambarogno - Indemini - Maccagno            |                   | 1395           | 12%              | strada                      |
| Balmberg           | Soletta                      | Welschenrohr - Günsberg                          |                   | 1078           |                  | strada                      |
| Belchenflue        | Basilea Campagna/Soletta     | Eptingen - Trimbach                              |                   | 1055           |                  | strada sterrata             |
| Benkerjoch         | Argovia                      | Küttigen - Oberhof                               | 1977              | 674            |                  | strada                      |
| Bernina            | Grigioni                     | Pontresina - Poschiavo                           | 1842 - 1865       | 2328           | 10%              | strada                      |
| Bööler             | Argovia                      | Unterkulm - Schöftland                           |                   | 611            |                  | strada                      |
| Bözberg            | Argovia                      | Brugg - Frick                                    | 1861 - 1868       | 569            | 8%               | strada                      |
| Brünig             | Berna/Obvaldo                | Meiringen - Lungern                              |                   | 1008           |                  | strada                      |
| Buechenegg         | Zurigo                       | Langnau am Albis - Tägerst                       |                   | 786            |                  | strada                      |
| Challhöchi         | Basilea Campagna             | Eptingen - Trimbach                              |                   | 848            |                  | strada                      |
| Champex            | Vallese                      | Somlaproz - Les Valettes                         |                   | 1470           |                  | strada                      |
| Chasseral          | Berna                        | Nods - Saint-Imier                               |                   | 1502           | 11%              | strada                      |
| Chatzenstrick      | Svitto                       | Einsiedeln - Altmatt                             |                   | 1053           |                  | strada                      |
| Chilchzimmersattel | Basilea Campagna             | Eptingen - Langenbruck                           |                   | 991            |                  | strada                      |
| Croix              | Vaud                         | Bex / Ollon - Villars sur Ollon - Les Diablerets |                   | 1778           | 12%              | strada                      |
| Croix              | Giura                        | Saint-Ursanne - Courgenay                        |                   | 789            | 9%               | strada                      |
| Etroits            | Vaud                         | Vuiteboeuf - Fleurier / La Gauffre               |                   | 1152           | 8%               | strada                      |
| Etzelpass          | Svitto                       | Pfäffikon - Einsiedeln                           |                   | 950            | 10%              | strada                      |
| Flüela             | Grigioni                     | Davos - Susch                                    | 1866 - 1867       | 2383           | 10%              | strada                      |
| Forclaz            | Vallese                      | Martigny - Trient                                |                   | 1526           | 8%               | strada                      |
| Furka              | Uri/Vallese                  | Realp - Oberwald                                 | 1867              | 2431           | 11%              | strada                      |
| Ghöch              | Zurigo                       | Gibswil - Matt                                   |                   |                |                  | strada                      |
| Givrine            | Vaud/Francia                 | St-Cergue - La Cure                              |                   | 1228           | 8%               | strada                      |
| Glaubenberg        | Lucerna/Obvaldo              | Entlebuch - Sarnen                               |                   | 1543           | 18%              | strada                      |
| Glaubenbühl        | Lucerna/Obvaldo              | Schüpfheim - Gibswil                             |                   | 1611           | 12%              | strada                      |
| Gottschalkenberg   | Zugo                         | Finstersee - Gottschalkenberg - Menzingen        |                   | 1186           |                  | strada                      |
| Gran San Bernardo  | Vallese/Italia               | Martigny - Orsières - Aosta                      | 1905              | 2469           | 11%              | strada/tunnel               |
| Grimsel            | Berna/Vallese                | Innertkirchen - Gletsch                          | 1894              | 2165           | 10%              | strada                      |
| Grosse Scheidegg   | Berna                        | Grindelwald - Meiringen                          | 1979              | 1962           | 14%              | strada (chiusa per le auto) |
| Gurnigel           | Berna                        | Riggisberg - Zollhaus                            |                   | 1610           |                  | strada                      |
| Heitersberg        | Argovia                      | Oberrohrdorf- Spreitenbach                       |                   | 664            |                  | strada                      |
| Hirzel             | Zurigo                       | Wädenswil - Sihlbrugg                            |                   | 683            |                  | strada                      |
| Hulftegg           | Zurigo/San Gallo             | Steig Im Tösstal - Mühlruti                      |                   | 953            | 10%              | strada                      |
| Ibergeregg         | Svitto                       | Svitto - Unteriberg                              |                   | 1406           | 14%              | strada                      |
| Jaun               | Friburgo/Berna               | Val-de-Charmey - Reidenbach                      |                   | 1509           | 14%              | strada                      |
| Julier             | Grigioni                     | Tiefencastel - Silvaplana                        | 1820 - 1840       | 2284           | 10%              | strada                      |
| Kerenzerberg       | Glarona                      | Mollis - Mühlehorn                               | 1848 1987         | 743            | 9%               | strada/tunnel               |
| Klausen            | Uri/Glarona                  | Altdorf - Linthal                                | 1899              | 1948           | 9%               | strada                      |
| Lenzerheide        | Grigioni                     | Coira - Tiefencastel                             |                   | 1549           | 11%              | strada                      |
| Livigno            | Grigioni/Italia              | La Motta - Livigno                               |                   | 2315           | 12%              | strada                      |
| Lucomagno          | Grigioni/Ticino              | Disentis - Olivone                               | 1877              | 1914           | 9%               | strada                      |
| Maloja             | Grigioni/Italia              | Silvaplana - Chiavenna                           | 1828              | 1815           | 9%               | strada                      |
| Marchairuz         | Vaud                         | Bière / St George - Le Brassus                   |                   | 1447           | 14%              | strada                      |
| Mollendruz         | Vaud                         | Cossonay - Le Pont                               |                   | 1180           | 14%              | strada                      |
| Mont Crosin        | Berna                        | Saint-Imier - Tramelan                           |                   | 1227           | 12%              | strada                      |
| Monte Ceneri       | Ticino                       | Cadenazzo - Rivera                               |                   | 554            |                  | strada                      |
| Pas de Morgins     | Vallese/Francia              | Troistorrents - Châtel                           |                   | 1369           | 14%              | strada                      |
| Mosses             | Vaud/Berna                   | Aigle - Château-d'Œx                             |                   | 1445           | 10%              | strada                      |
| Mutschälle         | Argovia                      | Dietikon - Bremgarten                            |                   | 551            |                  | strada                      |
| Novena             | Vallese/Ticino               | Ulrichen - Airolo                                | 1965 - 1969       | 2478           | 13%              | strada                      |
| Oberalp            | Grigioni/Uri                 | Disentis - Andermatt                             | 1862 - 1863       | 2044           | 10%              | strada                      |
| Oberer Hauenstein  | Soletta/Basilea Campagna     | Balsthal - Oberdorf                              |                   | 731            | 6%               | strada                      |
| Oberricken         | San Gallo                    | Ricken - Rüeterswil - St. Gallerkappel           |                   | 906            |                  | strada                      |
| Ofen               | Grigioni                     | Zernez - Santa Maria                             | 1871              | 2149           | 10%              | strada                      |
| Passwang           | Soletta                      | Erschwil - Mümliswil                             | 1730              | 943            | 11%              | strada - tunnel             |
| Pierre Pertuis     | Berna                        | Sonceboz - Tavannes                              |                   | 827            | 9%               | strada                      |
| Pillon             | Vaud/Berna                   | Le Sépey - Gstaad                                |                   | 1546           | 11%              | strada                      |
| Pontins            | Neuchatel/Berna              | Val de Ruz - St. Imier                           |                   | 1110           | 9%               | strada                      |
| Pragel             | Svitto/Glarona               | Hinterthal - Riedern                             | 1974 - 1976       | 1550           | 18%              | strada                      |
| Rangiers           | Giura                        | Cornol - Develier                                |                   | 856            | 12%              | strada                      |
| Raten              | Zugo/Svitto                  | Oberägeri - Swyzerbrugg                          |                   | 1077           | 15%              | strada                      |
| Rengg              | Lurcerna/Obvaldo             | Entlebuch - Schachen                             |                   | 960            |                  | strada                      |
| Ricken             | San Gallo                    | Neuhaus - Wattwil                                |                   | 790            | 9%               | strada                      |
| Roches             | Neuchâtel/Francia            | Le Locle - Morteau                               |                   | 919            | 7%               | strada                      |
| Ruppen             | Appenzello Esterno/San Gallo | Trogen - Altstätten                              |                   | 1003           | 9%               | strada                      |
| Rüsler             | Argovia                      | Oberrohrdorf - Neuenhof                          |                   | 648            |                  | strada                      |
| Saanenmöser        | Berna                        | Zweisimmen - Saanen                              |                   | 1279           |                  | strada                      |
| Salhöhe            | Soletta/Argovia              | Kienberg - Erlinsbach                            |                   | 779            | 9%               | strada                      |
| San Bernardino     | Grigioni                     | Thusis - Mesocco                                 | 1821 - 1823 1967  | 2065           | 10%              | strada/tunnel               |
| San Gottardo       | Uri/Ticino                   | Hospental - Airolo                               | 1827 - 1830 1980  | 2108           | 8%               | strada/tunnel               |
| Santelhöchi        | Soletta/Basilea Campagna     | Egerkingen - Bärenwil                            |                   |                |                  | strada                      |
| Sattel             | Svitto                       | Lago di Zurigo - Steinen                         | 1860              | 932            | 7%               | strada                      |
| Sattelegg          | Svitto                       | Willerzell - Vorderthal                          |                   | 1190           | 14%              | strada                      |
| Schallenberg       | Berna                        | Oberei - Schangnau                               |                   | 1167           | 10%              | strada                      |
| Schelten           | Giura/Berna/Soletta          | Mervelier - Ramiswil                             |                   | 1051           | 12%              | strada                      |
| Schufelberger Egg  | Zurigo                       | Wernetshausen - Gibswil                          |                   | 990            |                  | strada                      |
| Schwägalp          | San Gallo/Appenzello Esterno | Neu St. Johann - Urnäsch                         |                   | 1278           | 12%              | strada                      |
| Schwarzenbühl      | Berna                        | Riffenmatt - Gurnigel Pass                       |                   | 1547           |                  | strada                      |
| Sempione           | Vallese/Italia               | Briga - Gondo - Domodossola                      | 1800 - 1805       | 2005           | 9%               | strada                      |
| Spluga             | Grigioni/Italia              | Splügen - Chiavenna                              | 1821 - 1823       | 2113           | 10%              | strada                      |
| St. Anton          | Appenzello Interno/San Gallo | Oberegg - Ruppen Pass                            |                   | 1105           | 9                | strada                      |
| St. Luzisteig      | Grigioni/Liechtenstein       | Maienfeld - Balzers                              |                   | 716            | 11%              | strada                      |
| Staffelegg         | Argovia                      | Frick- Aarau                                     |                   | 621            | 10%              | strada                      |
| Stoss              | Appenzello Esterno           |                                                  |                   | 942            |                  | strada                      |
| Susten             | Berna/Uri                    | Innertkirchen - Wassen                           | 1938 - 1945       | 2224           | 9%               | strada                      |
| Tourne             | Neuchâtel                    | Corcelles - Montmollin - Les Ponts de Martel     |                   | 1170           | 10%              | strada                      |
| Umbrail            | Grigioni/Italia              | Santa Maria Val Müstair - Passo dello Stelvio    | 1901              | 2503           | 12%              | strada                      |
| Unterer Hauenstein | Soletta/Basilea Campagna     | Trimbach - Läufelfingen                          |                   | 691            | 6%               | strada                      |
| Vue des Alpes      | Neuchâtel                    | Neuchâtel -Val de Ruz - La Chaux-de-Fonds        |                   | 1283           | 10%              | strada/ tunnel              |
| Wasserfluh         | San Gallo                    | Lichtensteig - Brunnadern                        |                   | 843            | 10%              | strada                      |
| Weissenstein       | Soletta                      | Oberdorf - Gänsbrunnen                           |                   | 1279           | 20%              | strada                      |
| Wildhaus           | San Gallo                    | Wattwil - Buchs                                  |                   | 1090           | 10%              | strada                      |
| Wolfgang           | Grigioni                     | Klosters - Davos                                 |                   | 1631           | 10%              | strada                      |
| Sätteli            | Zugo                         | Zugerberg - Neuägeri                             |                   | 975            |                  | strada                      |

## Sentieri

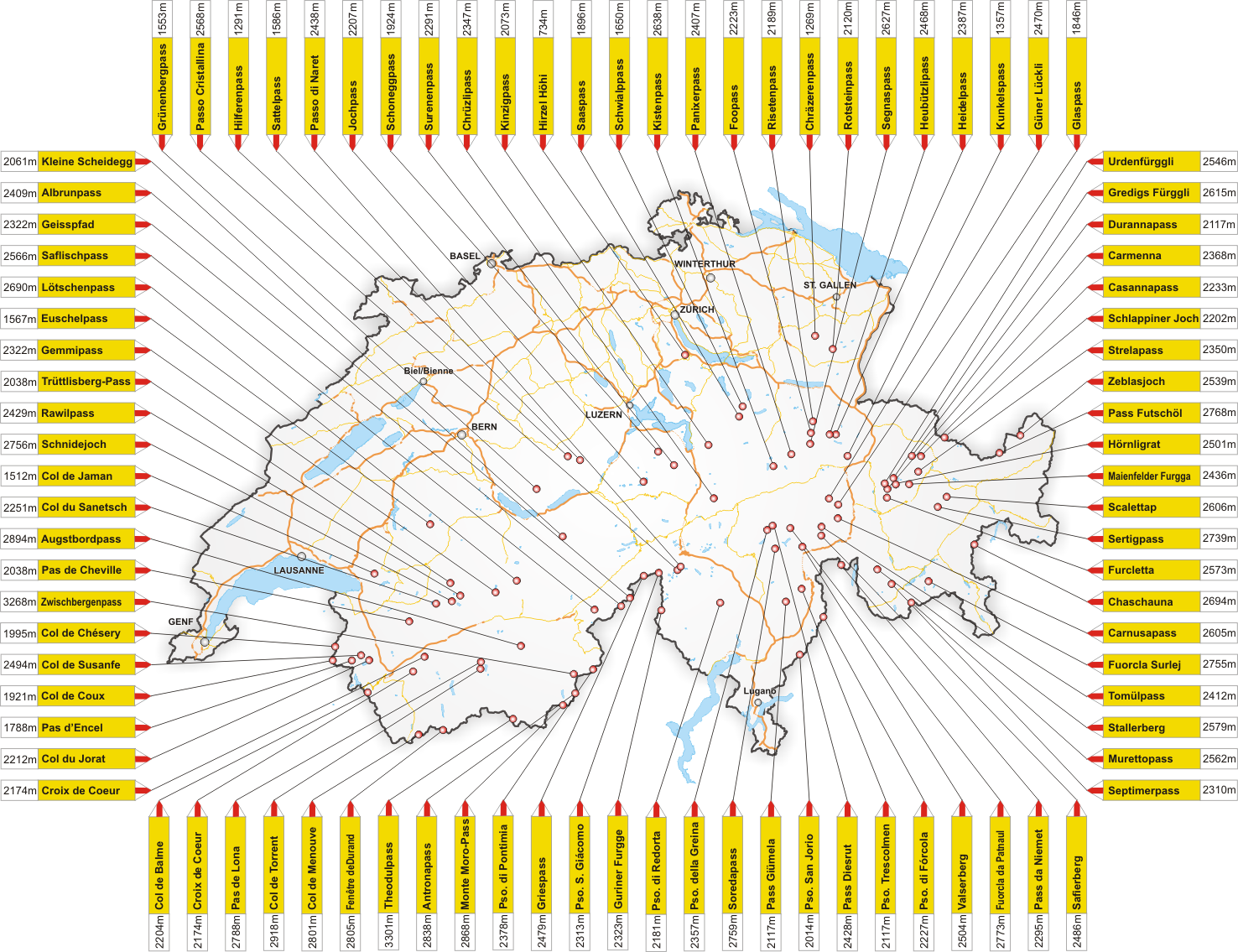
Passi raggiungibili via sentiero in Svizzera

| Nome             | Cantone-i/ Stato   | Da - A                        | Altitudine (m) | Tipo                      |
| ---------------- | ------------------ | ----------------------------- | -------------- | ------------------------- |
| Albrun           | Vallese/Italia     | Binn - Alpe Devero            | 2409           | sentiero                  |
| Col de l'Âne     | Vallese            | Bourg St-Pierre - Fionnay     | 3033           | sentiero                  |
| Col des Arpettes | Vallese            | Ayer - Gruben                 | 3008           | sentiero                  |
| Antrona          | Vallese/Italia     | Saas Almagell - Valle Antrona | 2838           | sentiero                  |
| Augstbord        | Vallese            | Gruben - St. Niklaus          | 2894           | sentiero                  |
| Balme            | Vallese/Francia    | Trient - Le Tour              | 2204           | sentiero                  |
| Barna            | Grigioni/Italia    | Cebia - Campodolcino          | 2548           | sentiero                  |
| Chaschauna       | Grigioni/Italia    | S-chanf - Livigno             | 2694           | sentiero                  |
| Col de Chésery   | Vallese/Francia    | Champoussin - Avoriaz         | 1995           | sentiero                  |
| Cheville         | Vaud/Vallese       | Anzeindaz - Derborance        | 2038           | sentiero                  |
| Chräzeren        | San Gallo          | Schiltmoos - Horn             | 1269           | sentiero                  |
| Chrüzli          | Uri/Grigioni       | Amsteg - Seprun               | 2347           | sentiero                  |
| Colle Collon     | Vallese/Italia     | Arolla - Bionaz               | 3074           | sentiero                  |
| Cristallina      | Ticino             | San Carlo - Ossasco           | 2568           | sentiero                  |
| Croix de Coeur   | Vallese            | Mayens de Riddes - Verbier    | 2174           | sentiero                  |
| Coux             | Vallese/Francia    | Champéry - Le Charny          | 1921           | sentiero                  |
| Diesrut          | Grigioni           | Run - Puzatsch                | 2428           | sentiero                  |
| Durand           | Vallese/Italia     | Fionnay - Vaud                | 2805           | sentiero                  |
| Encel            | Vallese            | Champéry - Cab. de Susanfe    | 1788           | sentiero                  |
| Euschel          | Friburgo           | Schwarzsee - Jaun             | 1567           | sentiero                  |
| Foo              | San Gallo/Glarona  | Weisstannen - Elm             | 2223           | sentiero                  |
| Forcola          | Grigioni/Italia    | Soazza - Menarola             | 2227           | sentiero                  |
| Fuorcla Surley   | Grigioni           | Pontresina - Sils Maria       | 2755           | sentiero                  |
| Guriner Furgge   | Ticino/Italia      | Bosco/Gurin - Rivasco         | 2323           | sentiero                  |
| Futschöl         | Grigioni/Austria   | Ardez - Galtür                | 2768           | sentiero                  |
| Passo Gemmi      | Vallese/Berna      | Leukerbad - Kandersteg        | 2322           | sentiero                  |
| Giumella         | Grigioni/Ticino    | Rossa - Biasca                | 2117           | sentiero                  |
| Glas             | Grigioni           | Safien - Tschappina           | 1846           | sentiero                  |
| Greina           | Ticino/Grigioni    | Daigra - Run                  | 2357           | sentiero                  |
| Gries            | Vallese/Italia     | Passo della Novena - Riale    | 2479           | sentiero                  |
| Grünenberg       | Berna              | Habkern - Schangnau           | 1553           | sentiero                  |
| Haute Route      | Vallese/Francia    | Chamonix/Zermatt              |                | sentiero/percorso per sci |
| Hilferen         | Lucerna            | Wiggen - Flühli               | 1291           | sentiero                  |
| Jaman            | Vaud/Friburgo      | Les Avants - Montbovon        | 1512           | sentiero                  |
| Joch             | Nidvaldo/Berna     | Trübsee - Engstlenalp         | 2207           | sentiero                  |
| Kinzig           | Uri/Svitto         | Bürglen - Hinterthal          | 2073           | sentiero                  |
| Kisten           | Glarona/Grigioni   | Linthal - Breil/Brigels       | 2638           | sentiero                  |
| Kleine Scheidegg | Berna              | Grindelwald - Lauterbrunnen   | 2061           | sentiero                  |
| Kunkels          | Grigioni/San Gallo | Tamins - Vättis               | 1357           | sentiero                  |
| Lein             | Vallese            | Levron - Luy                  | 1656           | sentiero                  |
| Lona             | Vallese            | Eison - Grimentz              | 2788           | sentiero                  |
| Lötschen         | Vallese/Berna      | Goppenstein - Kandersteg      | 2690           | sentiero                  |
| Menouve          | Vallese/Francia    | Bourg St. Bernhard - Prailles | 2801           | sentiero                  |
| Monte Moro       | Vallese/Italia     | Saas Almagell - Macugnaga     | 2868           | sentiero                  |
| Naret            | Ticino             | Ossasco - Fusio               | 2438           | sentiero                  |
| Niemet           | Grigioni/Italia    | Innerferrera - Madesimo       | 2295           | sentiero                  |
| Panix            | Glarona/Grigioni   | Elm - Pigniu                  | 2407           | sentiero                  |
| Planches         | Vallese            | Chemin - Vens                 | 1411           | sentiero                  |
| Pontimia         | Vallese/Italia     | Zwischbergen - Bognanco       | 2378           | sentiero                  |
| Rawil            | Vallese/Berna      | Praz Combeira - Lenk          | 2429           | sentiero                  |
| Redorta          | Ticino             | Monti di S. Carlo - Sonogno   | 2181           | sentiero                  |
| Riseten          | San Gallo/Glarona  | Weisstannen - Matt            | 2189           | sentiero                  |
| San Giacomo      | Ticino/Italia      | Airolo - Formazza             | 2313           | sentiero                  |
| San Jorio        | Ticino/Italia      | Carena - Garzeno              | 2014           | sentiero                  |
| Safierberg       | Grigioni           | Splügen - Thalkirch           | 2486           | sentiero                  |
| Saflisch         | Vallese            | Rosswald - Binn               | 2566           | sentiero                  |
| Sanetsch         | Vallese/Berna      | Sion - Gsteig                 | 2251           | sentiero                  |
| Sattel           | Lucerna/Obvaldo    | Flühli - Grossteil            | 1586           | sentiero                  |
| Scalettap        | Grigioni           | Davos - Sertigpass            | 2606           | sentiero                  |
| Schlappiner Joch | Grigioni/Austria   | Klosters - St. Gallenkirch    | 2202           | sentiero                  |
| Schöllijoch      | Vallese            | Gruben - Randa                | 3343           | sentiero                  |
| Schonegg         | Nidvaldo/Uri       | Oberrickenbach - St. Jakob    | 1924           | sentiero                  |
| Segnas           | Glarona/Grigioni   | Elm - Flims                   | 2627           | sentiero                  |
| Septimer         | Grigioni           | Casaccia - Bivio              | 2310           | sentiero                  |
| Sertig           | Grigioni           | Sertig - Susauna              | 2739           | sentiero                  |
| Stallerberg      | Grigioni           | Juf - Bivio                   | 2579           | sentiero                  |
| Strela           | Grigioni           | Langwies - Davos              | 2350           | sentiero                  |
| Surenen          | Obvaldo/Uri        | Engelberg - Attinghausen      | 2291           | sentiero                  |
| Susanfe          | Vallese            | Salvan - Cab. de Susanfe      | 2494           | sentiero                  |
| Teodulo          | Vallese/Italia     | Zermatt - Breuil-Cervinia     | 3301           | sentiero                  |
| Tomül            | Grigioni           | Platz - Thalkirch             | 2412           | sentiero                  |
| Torrent          | Vallese            | Villa - Grimentz              | 2918           | sentiero                  |
| Trescolmen       | Grigioni           | Valbella - Mesocco            | 2161           | sentiero                  |
| Trüttlisberg     | Berna              | Lauenen - Lenk                | 2038           | sentiero                  |
| Zeblasjoch       | Grigioni/Austria   | Samnaun - Ischgl              | 2539           | sentiero                  |
| Zwischbergen     | Vallese            | Saas Grund - Gondo            | 3268           | sentiero                  |

## Valichi ferroviari
| Nome                   | Cantone-i/ Stato | Da - A                        | Costruito/ Aperto | Altitudine (m) | Pendenza massima | Tipo               |
| ---------------------- | ---------------- | ----------------------------- | ----------------- | -------------- | ---------------- | ------------------ |
| Albula                 | Grigioni         | Filisur - La Punt             | 1903              | 1823           |                  | tunnel ferroviario |
| Ferrovia del Bernina   | Grigioni         | Samedan - Poschiavo           | 1906 - 1910       | 2253           |                  | ferrovia           |
| Bözberg                | Argovia          | Brugg - Frick                 | 1874              |                |                  | tunnel ferroviario |
| Brünig                 | Berna/Nidvaldo   | Meiringen - Giswil            | 1888              | 1007           |                  | ferrovia           |
| Furka Heritage Railway | Uri/Vallese      | Realp - Gletsch               | 1914              | 2160           |                  | ferrovia           |
| Furka                  | Uri/Vallese      | Realp - Oberwald              | 1982              | 1550           |                  | tunnel ferroviario |
| Grenchenberg           | Soletta/Berna    | Grenchen - Moutier            | 1915              | 484 - 535      |                  | tunnel ferroviario |
| Kerenzerberg           | Glarona          | Mollis - Mühlehorn            | 1960              |                |                  | tunnel ferroviario |
| Kleine Scheidegg       | Berna            | Lauterbrunnen - Grindelwald   | 1892              | 2061           |                  | ferrovia           |
| Lötschberg             | Berna/Vallese    | Kandersteg - Goppenstein      | 1913              | 1216           |                  | tunnel ferroviario |
| Oberalp                | Grigioni/Uri     | Disentis - Andermatt          | 1926              | 2044           |                  | ferrovia           |
| Saanenmöser            | Vaud/Berna       | Montreux - Zweisimmen         | 1901 - 1912       | 1279           |                  | ferrovia           |
| San Gottardo           | Uri/Ticino       | Göschenen - Airolo            | 1882              | 1141           |                  | railway tunnel     |
| Sempione               | Vallese/Italia   | Briga - Domodossola           | 1892 - 1906       | 690            |                  | tunnel ferroviario |
| Galleria della Vereina | Grigioni         | Klosters - Susch              | 1999              | 1430           |                  | tunnel ferroviario |
| Vue des Alpes          | Neuchâtel        | Neuchâtel - La Chaux-de-Fonds |                   | 1040           |                  | tunnel ferroviario |
| Weissenstein           | Soletta          | Oberdorf - Gänsbrunnen        | 1908              | 732            |                  | tunnel ferroviario |
| Wolfgang               | Grigioni         | Klosters - Davos              |                   | 1631           |                  | ferrovia           |

## Progetti correlati
- Wikimedia Commons contiene immagini o altri file su lista di passi e valichi della Svizzera